# Бенкстон (Айова)
Бенкстон (англ. Bankston) — місто (англ. city) в США, в окрузі Дюб'юк штату Айова. Населення — 23 особи (2020).

## Географія
Бенкстон розташований за координатами 42°30′28″ пн. ш. 90°57′40″ зх. д. / 42.50778° пн. ш. 90.96111° зх. д. (42.507662, -90.961220).  За даними Бюро перепису населення США в 2010 році місто мало площу 0,74 км², уся площа — суходіл.

## Демографія
Згідно з переписом 2010 року, у місті мешкало 25 осіб у 9 домогосподарствах у складі 6 родин. Густота населення становила 34 особи/км².  Було 9 помешкань (12/км²).
Расовий склад населення:
| - 100,0 % — білих |

До двох чи більше рас належало 0,0 %. Частка іспаномовних становила 0,0 % від усіх жителів.
За віковим діапазоном населення розподілялося таким чином: 36,0 % — особи молодші 18 років, 56,0 % — особи у віці 18—64 років, 8,0 % — особи у віці 65 років та старші. Медіана віку мешканця становила 27,3 року. На 100 осіб жіночої статі у місті припадало 127,3 чоловіків;  на 100 жінок у віці від 18 років та старших — 128,6 чоловіків також старших 18 років.
Середній дохід на одне домашнє господарство  становив 106 418 доларів США (медіана — 113 393), а середній дохід на одну сім'ю — 114 400 доларів (медіана — 113 571). Медіана доходів становила 32 917 доларів для чоловіків та 38 571 долар для жінок. За межею бідності перебувало 1,3 % осіб, у тому числі 0,0 % дітей у віці до 18 років та 33,3 % осіб у віці 65 років та старших.
Цивільне працевлаштоване населення становило 71 осіб. Основні галузі зайнятості: освіта, охорона здоров'я та соціальна допомога — 40,8 %, виробництво — 23,9 %, фінанси, страхування та нерухомість — 22,5 %.